# Schreckhornhütte
Die Schreckhornhütte ist eine Schutzhütte der Sektion Basel des Schweizer Alpen-Clubs (SAC). Sie liegt am unteren Grindelwaldgletscher, 7 km südöstlich von Grindelwald, auf einer Höhe von 2527 m ü. M. in den Berner Alpen.

## Geschichte
Die erste Hütte in der Nähe der heutigen war die Schwarzegghütte⊙ auf 2520 Metern. Sie wurde 1877 erbaut und 1886 auf 10 Schlafplätze erweitert. Als umfangreiche Renovierungsarbeiten anstanden, wurde 1910 die Strahlegghütte⊙ auf 2691 Metern Höhe mit 30 Plätzen gebaut. Beide Hütten waren bis 1949 in Betrieb, als die Schwarzegghütte aufgegeben wurde.

Im Winter 1976/77 wurde die Strahlegghütte durch eine Lawine schwer beschädigt. Bis 1980 wurde sie provisorisch zugänglich gemacht. Etwa 100 m oberhalb der alten Schwarzegghütte wurde 1980/81 die neue Schreckhornhütte errichtet. Immer wieder wurden umfangreiche Renovationen an der Hütte notwendig. 1993 baute die Armee einen neuen Zugang zur Hütte.

Schwarzegghütte (1877–1949)
Strahlegghütte (1930–1980)

## Zugang
Der normale Aufstieg erfolgt von Grindelwald (1000 m) über einen alpinen Wanderweg in 5½ Stunden. Von der Seilbahnbergstation Pfingstegg (1392 m) dauert der Aufstieg etwa 4½ Stunden.

## Bergtouren und Übergänge zu anderen Hütten
- Schreckhorn 4078 m
- Lauteraarhorn 4042 m
- Fiescherhörner 4049 m
- Eiger 3967 m
- Kleines Schreckhorn 3495 m
- Strahlegghorn 3461 m
- Pfaffenstöckli 2684 m

Nach Osten gibt es einen Übergang über den Strahleggpass und das Aarbiwak zur Lauteraarhütte und den Grimselpass. Nach Norden kann man über Gwächta oder das Kleine Schreckhorn zur Glecksteinhütte kommen. Nach Westen geht es über den Zäsenberg und das Ischmeer zur Mittellegihütte oder zur Station Eismeer der Jungfraubahn.

## Karten
- 1:25'000 Blatt 1229 Grindelwald
- 1:50'000 Blatt 264 Interlaken